# Hüttschlag
Hüttschlag osztrák község Salzburg tartomány Sankt Johann im Pongau-i járásában. 2018 januárjában 911 lakosa volt. 

## Elhelyezkedése

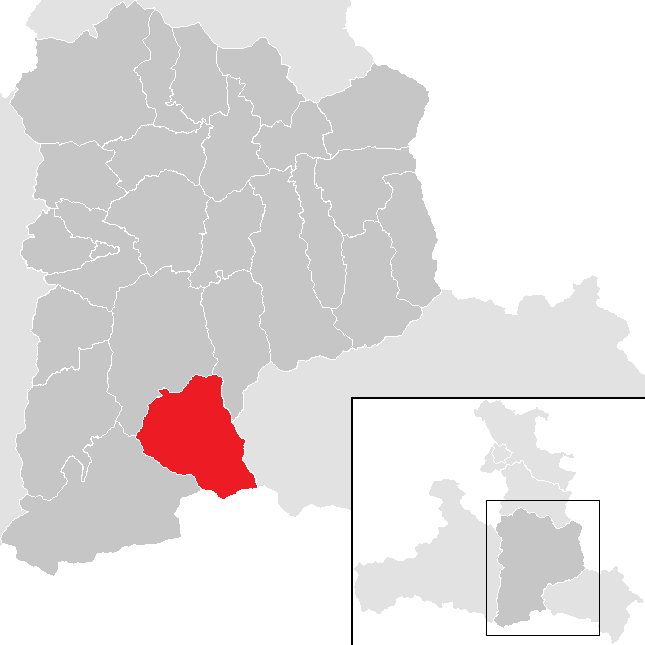
Hüttschlag a St. Johann im Pongau-i járásban

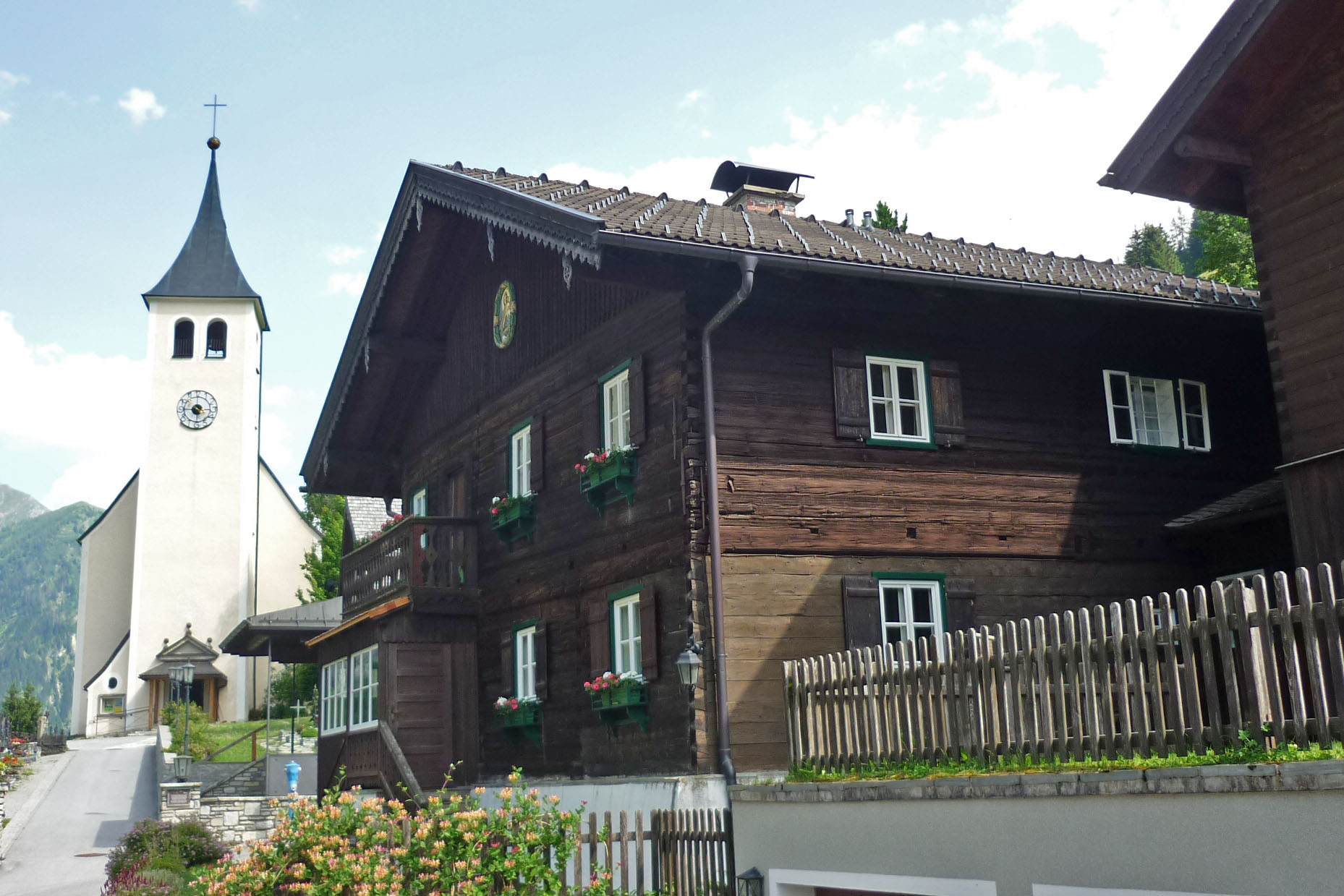
A Szt. József-templom és a plébánia

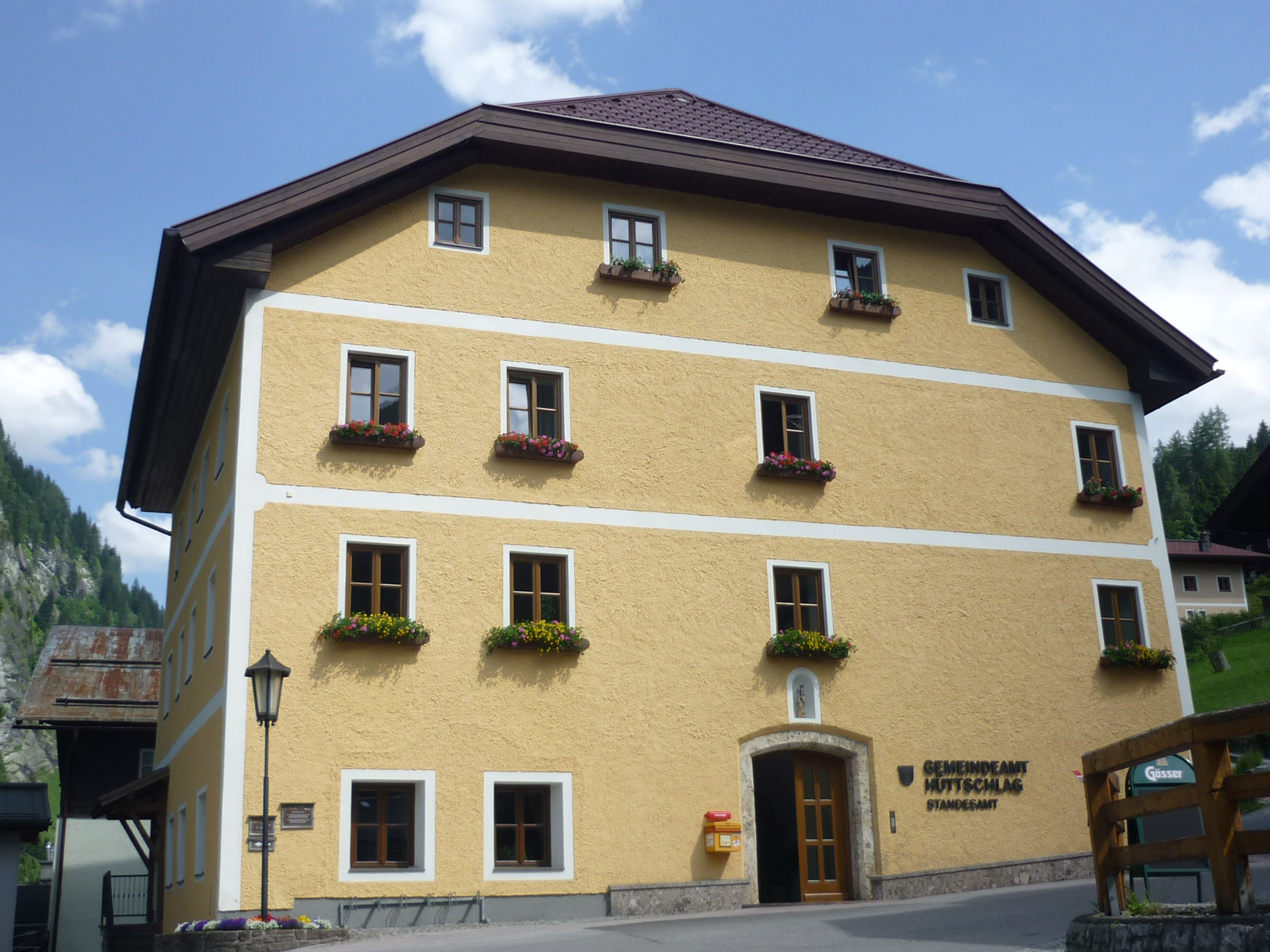
A községháza

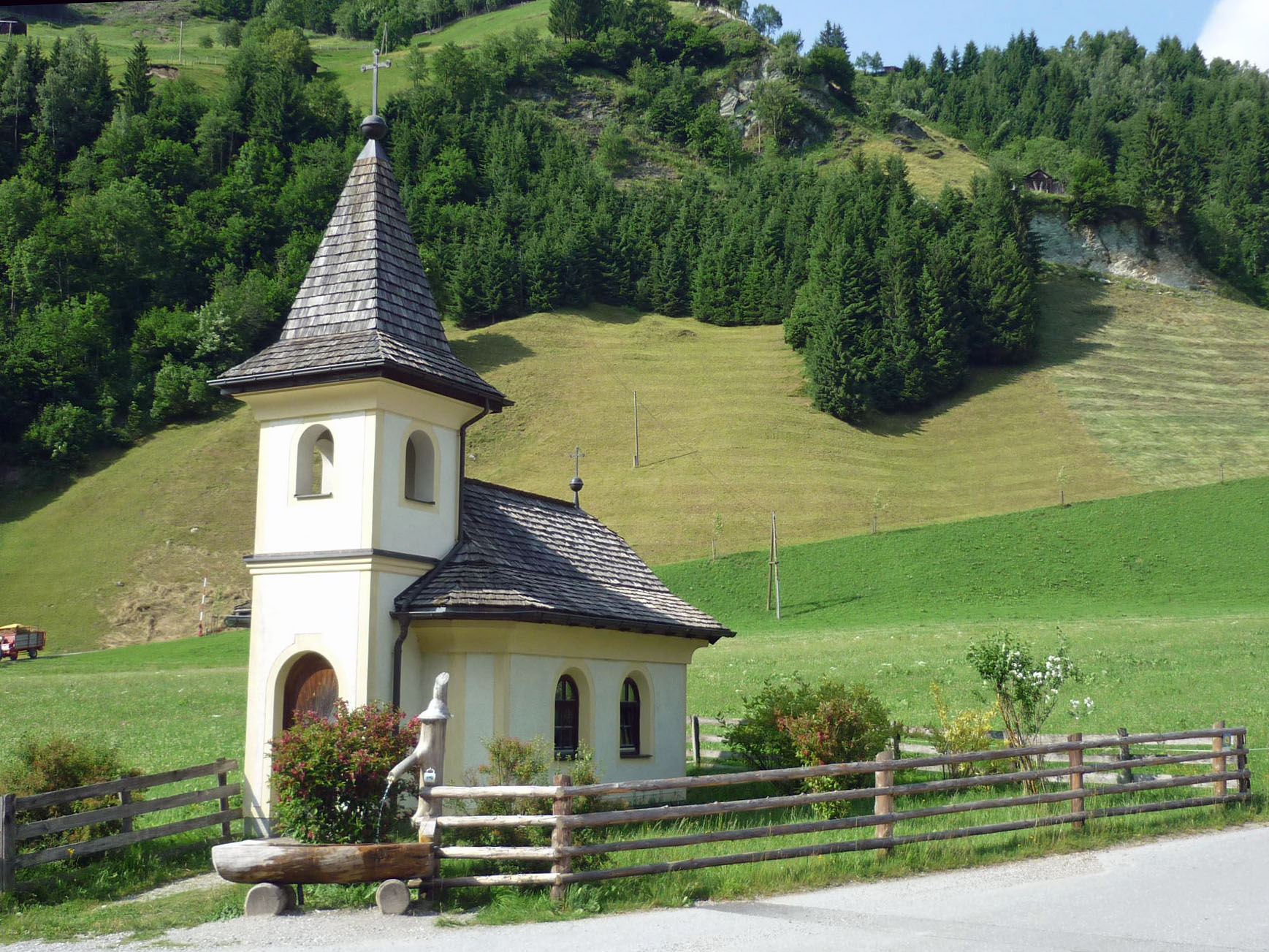
Karteis kápolnája

Hüttschlag a Magas-Tauern hegységben fekszik, a Großarlbach folyó mentén. Legmagasabb pontja a 2884 méteres Keeskogel; rajta található a Großarl-völgy egyetlen gleccsere. Hüttschlag a Magas-Tauern Nemzeti Park településeinek egyike. Az önkormányzat 3 településrészt és falut egyesít: Hüttschlag (605 lakos 2018-ban), Karteis (192 lakos) és See (114 lakos). 
A környező önkormányzatok: délnyugatra Bad Gastein, északnyugatra Bad Hofgastein, északra Großarl, északkeletre Kleinarl, délkeletre Muhr, délre Malta (Karintia).

## Története
A népvándorlás végén Karintiából szlávok települtek a Großarl-völgybe, a helynevek egy része szláv eredetű. A völgyet 930 körül említik először. 1000 körül a salzburgi érsek szerezte meg a birtokot és annak a 14. század végéig hűbérura maradt. 1672-ben a völgyben független járásbíróság alakult. 1805-ben az érseki birtokokat szekularizálták, azok az osztrák államhoz kerültek. A napóleoni háborúk során 1810-1816 között az érsek visszakapta korábbi státuszát, de a francia császár bukása után helyreállt az előző állapot. 
A középkorban rezet és ként bányásztak Hüttschlagban. 1517-ben egy áradás teljesen tönkretette a bányákat, de helyreállították őket, sőt 1520-ban egy nagy rézolvasztó kohót is létesítettek. A bányászok között igen sok volt a protestáns, a 17. századi ellenreformáció során mintegy 1100-at űztek el közülük, akik többnyire Észak-Németországba és Kelet-Poroszországba vándoroltak. A bányákat 1863-ban zárták be végleg, a lakosság nagy része (a kb. 2000-ből csak 470 maradt) elvándorolt, munkalehetőséget keresve.   

## Lakosság
A hüttschlagi önkormányzat területén 2017 januárjában 911 fő élt. A lakosságszám 1981 óta 900 körül ingadozik. 2016-ban a helybeliek 95,3%-a volt osztrák állampolgár; a külföldiek közül 2,8% a régi (2004 előtti), 0,2% az új EU-tagállamokból érkezett. 2001-ben a lakosok 97,2%-a római katolikusnak, 1% pedig felekezet nélkülinek vallotta magát. Ugyanekkor 2 magyar élt a községben. 
A lakosság számának változása:
| Lakosok száma | 906  | 974  | 889  | 887  | 911  |
|               | 1991 | 2001 | 2011 | 2015 | 2018 |

## Látnivalók
- a barokk Szt. József-plébániatemplom 1679-ben épült
- a fagerendákból készült katolikus plébánia 1677-ből
- a helytörténeti múzeum
- a völgy kápolnáit végigjáró kápolnaösvény

## Fordítás
- Ez a szócikk részben vagy egészben  a   Hüttschlag című német Wikipédia-szócikk ezen változatának fordításán alapul.  Az eredeti cikk szerkesztőit annak laptörténete sorolja fel. Ez a jelzés csupán a megfogalmazás eredetét és a szerzői jogokat jelzi, nem szolgál a cikkben szereplő információk forrásmegjelöléseként.